# Rimularia umbratilis
Rimularia umbratilis är en lavart som beskrevs av Kantvilas & Coppins. Rimularia umbratilis ingår i släktet Rimularia och familjen Trapeliaceae.   Inga underarter finns listade i Catalogue of Life.